# Jacques Freitag
Jacques Freitag (* 11. Juni 1982 in Warrenton; † zwischen 17. Juni und 2. Juli 2024) war ein südafrikanischer Leichtathlet.

## Karriere
Der 2,04 Meter große Hochspringer (Wettkampfgewicht: 83 kg) hatte seit Beginn seiner Karriere einen steilen Aufstieg. Er gewann 1999 bei den Jugendweltmeisterschaften mit 2,16 Metern, 2000 die Juniorenweltmeisterschaften mit 2,24 Metern. und schließlich 2003 bei den Seniorenweltmeisterschaften in Paris mit 2,35 Metern.  
Seine persönliche Bestleistung liegt bei 2,38 Metern, aufgestellt im Jahr 2005. Bei den Olympischen Sommerspielen 2004 in Athen konnte er verletzungsbedingt nicht in den Medaillenkampf eingreifen. Er erreichte den 13. Platz mit 2,20 Metern. Jedoch war dieser Wettbewerb sein einziger in der Freiluftsaison 2004.
2006 erreichte er eine Jahresbestleistung von 2,24 Metern, 2007 kam er nicht über ein Wettkampfergebnis von 2,15 Metern hinaus.

## Privates und Tod
Die Mutter von Jacques Freitag wurde 1973 Südafrikanische Landesmeisterin im Hochsprung.
Anfang Juli 2024 wurde Freitag tot auf einem Feld nahe Pretoria aufgefunden, nachdem er zuvor zwei Wochen vermisst gewesen war. Laut Polizei wurde er erschossen und sein Tod als Mord eingestuft.